# Cal Cirera (Casserres)
Cal Cirera és una masia de Fonogedell, al terme municipal de Casserres (Berguedà), inclosa en l'Inventari del Patrimoni Arquitectònic de Catalunya.

## Descripció
Masia formada per diversos cossos units; són dues masies d'estructura clàssica disposades perpendicularment i al lloc on quedaria un buit, un cos adossat de menors dimensions. Estan estructurats en planta baixa i dos pisos superiors. El parament és de pedra unida amb morter, i conserven l'antic arrebossat, però destaca a la façana nord i a la de llevant, els grans contraforts que sustenten les parets. La coberta és a dues aigües de teula àrab, amb el carener perpendicular a la façana principal, orientada a sud-est. Les obertures són petites i allindanades, disposades de forma aleatòria. Hi ha altres edificis propers, també, de la masia, de tipologia semblant que funcionen com a magatzems, etc. La construcció actual és fruit de diverses reformes i ampliacions, però a la façana nord-oest es pot veure com el carener de la teulada a dues aigües es desplaça cap a llevant, amb els carreus cantoners que mostren el que seria la planta original. L'entrada principal, junt amb la masoveria, la Cirereta, es produeix pel sud-est, a través d'una porta porxada amb volta catalana. A la planta primera hi ha la reconstrucció d'una galeria amb 4 obertures, mentre que a la segona hi ha una galeria amb obertura frontal (triangular). També destaca un interessant sistema de recollida d'aigua pluvial des de la teulada que a través d'una canalització adossada a la façana de llevant condueix l'aigua fins a la bassa de viver, dita així pel seu fons de roca que fa que l'aigua sigui neta i òptima per boca. En els camps inferiors, a 200 metres de la casa, hi havia una altra bassa amb fons de roca, que servia per regar l'horta. Aquesta bassa es va inutilitzar recentment.

## Història
Cal Cirera i la Masoveria de Cal Cirera formen una única construcció separades interiorment, però que en origen restaven separades. L'antiga masoveria s'ha reformat i s'ha adequat per a turisme rural; mentre que una part de l'antiga casa pairal es manté com a habitatge.
A causa de la política matrimonial, la família s'uní al segle xix amb la d'una masia de gran tradició a les Serres de Biure (Sagàs), els Vilardaga. La Cirera esdevingué una masoveria de Vilardaga i passaren a residir a la masia.
Estilísticament l'edifici principal respon als trets típics del segle xviii. L'antiga masia era de planta quadrada i la masoveria estava separada. La masia va patir ampliacions, en dates indeterminades, per ponent i pel nord, la façana de llevant és original. Finalment, molt probablement l'any 1879, tal com indica una de les llindes, s'afegirien els cossos de les galeries, tant de la masoveria com de la casa pairal, de manera que van quedar adossades una a l'altra. En aquest moment la façana original de Can Cirera queda tapada per les galeries visibles en l'actualitat.
La masia consta en el mapa encarregat pel Servei Geogràfic de la Mancomunitat de Catalunya de l'any 1923, amb el nom de "Cal Sirera".